# Ampulex bredoi
Ampulex bredoi är en  stekelart som beskrevs av Arnold 1947. Ampulex bredoi ingår i släktet Ampulex och familjen Ampulicidae. Inga underarter finns listade i Catalogue of Life.